# Ammunitionsarsenalet
Ammunitionsarsenalet (AMA), der ligger ved  Elling, nordvest for Frederikshavn i Vendsyssel, har siden 1676 produceret ammunition til det danske forsvar. Fabrikken tilhørte indtil 2008 Forsvarets Materieltjeneste (tidligere Hærens Materielkommando), hvorefter arsenalet blev solgt til den spanske producent af ammunition Expal, som ejes af spansk Maxam, til overtagelse den 29. april 2008. Ved privatiseringen tog AMA navnskifte til Denex. Siden privatiseringen var Denex primært beskæftiget med at destruere gammel ammunition og fremstilling af lav-kaliber ammunition.
Efter flere år med underskud besluttede det spanske moderselskab, Expal, i februar 2020 at afvikle produktionen af ammunition i Elling. Dermed blev der sat punktum for 344 års dansk ammunitionsproduktion der samtidigt betød et farvel til virksomhedens 63 ansatte. Med udgangen af marts 2020 lukkede virksomheden.
Det blev oprettet i København i 1676 som
- Fyrværkerikompagniet og i perioden fra 1750 til 1909 var navnene henholdsvis

- Kjøbenhavns Laboratorium,
- Laboratorieetaten i Kjøbenhavn,
- Gl. Laboratorium og
- Ny Laboratorium,
- Laboratoriumafdelingen,
- Laboratorieværkstederne og
- Hærens Laboratorium. I 1937 var der igen navneskifte til
- Hærens Ammunitionsarsenal, i 1951 til
- Ammunitionsarsenalet AMV, ASG og AJG og i 1971 til
- AMA. I 2008 solgte staten fabrikken til den spanske ammunitionsproducent Expal, der omdøbte virksomheden til
- Denex.[2] I dag(2023) er bygningerne omdannet til
- Krudten Erhvervspark.

Under besættelsen var AMA underleverandør til DISA A/S ved eksport af våbendele til Nazi-Tyskland. Fabrikken blev derfor saboteret i 1945(se Ny Tøjhus).
Ammunitionsarsenalet flyttede til Elling i 1968, da Bådsmandsstrædes Kaserne blev nedlagt i forbindelse med oprettelsen af Hærens Materielkommando. I 1971 blev de sidste aktiviteter på Ny Tøjhus også indstillet. Arsenalet var senest beliggende ved Elling, Tuenvej 120, 9900 Frederikshavn, ca. seks kilometer nordvest for Frederikshavn. Ammunitionsarsenalet i Elling rummer stadig i 2023 50 bygninger på i alt 18.000 kvadratmeter. Men nu kommer der måske nyt liv i de gamle fabriksbygninger.
Som en konsekvens af krigen i Ukraine og det stigende behov for ammunition i NATO-landene overvejer regeringen at få genåbnet produktionen.

## Hærens Laboratorium
Hærens Laboratorium var navnet dels på en under Hærens tekniske Korps hørende afdeling, der tilvirkede, vedligeholdt og varetog magasineringen af Hærens ammunition, dels på de bygninger, hvori virksomheden blev huset. Disse lå på det terræn, der begrænses af vejen til Refshaleøen, Christianshavns Vold og Bådsmandsstrædes Kaserne, og omfattede en administrationsbygning med kontorer og boliger for officerer, officianter og underofficerer, samt ca. 40 andre bygninger, indrettede som værksteder, magasiner m.m. Endvidere fandtes magasiner på Amagers kyststrækning, i den dækkede vej og i visse dele af den nu nedlagte landbefæstning.
Afdelingen Hærens Laboratorium, der før 1909 bar navnet Laboratorieafdelingen, var underlagt en direktør som chef og bestod af to selvstændige underafdelinger, Laboratorieværkstedet og Laboratoriekompagniet, under henholdsvis en underdirektør og en kaptajn som chefer. Efter Hærloven af 1922 skulle Hærens Laboratorium fremover være underlagt en oberstløjtnant (direktør) eller kaptajn (fortrinsvis underdirektør) af linjen som chef, og sondringen i to underafdelinger faldt bort, således at administrationen blev forenklet. Som hjælpere for chefen blev påregnet to til tre officerer, en værkstedsingeniør, to korpsofficianter (en materialforvalter og en bogholder), fem andre officianter samt en del civile tjenestemænd m.m.
Hærens Laboratorium fremstillede bl.a. geværpatroner, pistolpatroner, håndgranater, håndbomber, geværgranater, lysammunition, brandrør, tændskruer, fængrør, patronhylstre (op til 15 cm kaliber), støbejernsprojektiler og pressede stålprojektiler (op til 12 cm kaliber) og færdiggjorde al artilleriammunition af større kalibre til den danske hær, idet kun projektilbøsserne blev leveret fra virksomheder uden for Hæren, hvorefter Hærens Laboratorium forsynede dem med føringsbælter, brandrør og sprængladninger. Hæren opnåede derved en relativ stor uafhængighed af udlandets fabrikker med hensyn til ammunitionsforsyning; en omstændighed, som under 1. verdenskrig fik stor betydning for Hærens — og delvis også for Flådens — krigsberedskab. I denne periode optog Hærens Laboratorium den vigtige og ingenlunde lette fabrikation af fænghætter, da tilførslerne fra udlandet svigtede. Også til fremmede stater havde Hærens Laboratorium lejlighedsvis ret betydelige leverancer af ammunition, navnlig i perioder, hvor tempoet for fremstilling af ammunition til indlandet var nedsat.
Den normale arbejdsstyrke var i 1920'erne ca. 200 mandlige og ca. 100 kvindelige arbejdere; under 1. verdenskrig nåede tallene op på henholdsvis ca. 400 og ca. 200. Af de til Hærens tekniske Korps udskrevne værnepligtige blev efter den første måneds militære uddannelse afgivet ca. halvdelen til tjeneste ved Hærens Laboratorium.